# Nie mów nie (album)
Nie mów nie – czwarty album w dyskografii grupy Chanel.  Do utworów "Nie mów nie" i "Jak żyć?" zostały nakręcone teledyski.

## Lista utworów
- "Nie mów nie" (3:55)
- "Zimne dłonie" (4:10)
- "Jak żyć?" (4:05)
- "Gorzka łza" (4:50)
- "W ciemną noc" (4:20)
- "Czas na miłość" (4:05)
- "Interesy" (3:50)
- "Pocałuj choć raz" (5:20)
- "Borys, Borys" (3:50)
- "Znów razem" (4:20)

## Twórcy
1. Bogusław Rosłon - śpiew, instrumenty klawiszowe, gitara basowa
2. Sylwester Wasilewski - gitara basowa, instrumenty klawiszowe
3. Jarosław Gędziarski - perkusja, instrumenty klawiszowe
4. Artur Pawlak - śpiew, instrumenty klawiszowe